# حمیدو کیتا
حمیدو کیتا (انگلیسی: Hamidou Keyta؛ زادهٔ ۱۷ دسامبر ۱۹۹۴) بازیکن فوتبال اهل فرانسه است.
از باشگاه‌هایی که در آن بازی کرده‌است می‌توان به باشگاه فوتبال سن-اتین اشاره کرد.